# Liste der Stolpersteine in Erftstadt
Die Liste der Stolpersteine in Erftstadt enthält die Stolpersteine, die im Rahmen des gleichnamigen Kunst-Projekts von Gunter Demnig in Erftstadt verlegt wurden. Mit ihnen soll an die Opfer des Nationalsozialismus erinnert werden, die in Erftstadt lebten und wirkten.

## Lechenich
| Name                 | Adresse                             | Bild                                  | Inschrift                                                                                               | Verlegedatum  | Biografie und Anmerkungen |
| -------------------- | ----------------------------------- | ------------------------------------- | --- | ------------- | --- |
| Max Schwarz          | Bonner Straße 20 ·                  | Stolperstein für Max Schwarz          | Hier wohnte Max Schwarz Jg. 1865 deportiert 1941 Riga 1943 Auschwitz ermordet                           | 09. Nov. 2008 | -geboren in Erftstadt Erp -Beruf: Viehhändler -war Mitglied in einem Karnevalsverein und war sehr beliebt -drei Kinder (Rosa, Louise, und Wilhelm Schwarz) mit Max Schwarz |
| Clara Schwarz        | Bonner Straße 20 ·                  | Stolperstein für Clara Schwarz        | Hier wohnte Clara Schwarz geb. Marx Jg. 1872 deportiert 1941 ermordet 1944 in Riga                      | 09. Nov. 2008 | -geboren in Baden - Beruf: Hausfrau - war immer hilfsbereit - sammelte römische Tonscherben - verheiratet mit Max Schwarz hat mit Max Schwarz drei Kinder |
| Hermann Simon        | Bonner Straße 21 ·                  | Stolperstein für Hermann Simon        | Hier wohnte Hermann Simon Jg. 1867 deportiert Theresienstadt tot 13.10.1942                             | 09. Nov. 2008 | Hermann Simon lernte das Gerberhandwerk in der Rotgerberei seines Vaters und übernahm später das Familienunternehmen, als seine Eltern ihm die Gerberei samt Haus (Nr. 333) verkauften. Als Lederfabrikant und Gerbereibesitzer kaufte er 1897 ein Grundstück auf der Herriger Straße von seinem Vater, auf dem er ein neues Gebäude errichtete. Er heiratete 1898 Elfriede Simon und bekam später Kinder. Im Jahr 1900 zog seine Familie dort ein. In den ersten Jahren vor dem Ersten Weltkrieg betätigte er sich zudem als Makler in den Orten Friesheim, Libar, Lechenich und Erp. Am 23. Dezember 1938 stellte er den Antrag, mit seiner Frau nach Palästina auszuwandern, doch es kam nie dazu. |
| Elfriede Simon       | Bonner Straße 21 ·                  | Stolperstein für Elfriede Simon       | Hier wohnte Elfriede Simon geb. Jonas Jg. 1869 deportiert Theresienstadt tot 9.2.1943                   | 09. Nov. 2008 | Sie wurde 1869 in Borken geboren und heiratete 1898 Hermann Simon. Außerdem wurde sie 1942 nach Theresienstadt verschleppt und starb am 09.02.1943. |
| Amalia Simon         | Bonner Straße 27 ·                  | Stolperstein für Amalia Simon         | Hier wohnte Amalia Simon geb. Mendel Jg. 1864 deportiert 1942 Theresienstadt tot 27.6.1942              | 09. Nov. 2008 | |
| Ernst Simon          | Bonner Straße 27 ·                  | Stolperstein für Ernst Simon          | Hier wohnte Ernst Simon Jg. 1892 deportiert 1942 für tot erklärt                                        | 09. Nov. 2008 | |
| Paula Simon          | Bonner Straße 27 ·                  | Stolperstein für Paula Simon          | Hier wohnte Paula Simon geb. Haas Jg. 1891 deportiert 1942 für tot erklärt                              | 09. Nov. 2008 | |
| Günter Simon         | Bonner Straße 27 ·                  | Stolperstein für Günter Simon         | Hier wohnte Günter Simon Jg. 1924 deportiert 1942 für tot erklärt                                       | 09. Nov. 2008 | |
| Recha Simon          | Bonner Straße 27 ·                  | Stolperstein für Recha Simon          | Hier wohnte Recha Simon Jg. 1890 deportiert 1943 Theresienstadt ???                                     | 09. Nov. 2008 | |
| Bernard Franken      | Frenzenstraße 5 ·                   | Stolperstein für Bernard Franken      | Hier wohnte Bernard Franken Jg. 1885 deportiert 1942 ermordet in Minsk                                  | 15. Mai 2007  | |
| Henriette Franken    | Frenzenstraße 5 ·                   | Stolperstein für Henriette Franken    | Hier wohnte Henriette Franken geb. Voss Jg. 1880 deportiert 1942 ermordet in Minsk                      | 15. Mai 2007  | |
| Fanni Wallach        | Herriger Straße 32 ·                | Stolperstein für Fanni Wallach        | Hier wohnte Fanni Wallach geb. Jacobsohn Jg. 1873 deportiert 1941 Riga ermordet                         | 09.11.2008    | Fanni Wallach, geboren 1778, stammte aus Solingen und heiratete Jakob Wallach. Jakob Wallach lebte seit seiner Geburt in Lechenich und betreibt dort sein Viehgeschäft. Acht Jahre später nachdem Fanni- und Jakob Wallach geheiratet haben, ist Jakob Wallach im Alter von 67 Jahren gestorben. Kurz nach dem Tod, verkaufte Fanny Wallach eins von Jakobs beiden Häuser an Wilhelm Pütz für 9.144,97 Mark. Nach dem Verkauf hat sie Lechenich verlassen. |
| Moses Müller         | Judenstraße 7 ·                     | Stolperstein für Moses Müller         | Hier wohnte Moses Müller Jg. 1856 Flucht Frankreich X X X Lager Gurs ermordet 12.11.1940                | 15. Mai 2007  | |
| Emma Israel          | Judenstraße 7 ·                     | Stolperstein für Emma Israel          | Hier wohnte Emma Israel Jg. 1900 deportiert 1942 Richtung Osten ???                                     | 15. Mai 2007  | |
| Else Vos             | Judenstraße 10 ·                    | Stolperstein für Else Vos             | Hier wohnte Else Vos geb. Berger Jg. 1899 deportiert ermordet                                           | 09. Nov. 2008 | |
| Manfred Vos          | Judenstraße 10 ·                    | Stolperstein für Manfred Vos          | Hier wohnte Manfred Vos Jg. 1924 Flucht Frankreich interniert Drancy deportiert 1943 Auschwitz ermordet | 09. Nov. 2008 | |
| Siegbert Kain        | Markt 6 ·                           | Stolperstein für Siegbert Kain        | Hier wohnte Siegbert Kain Jg. 1894 deportiert 1942 ermordet 1942 in Minsk                               | 15. Dez. 2006 | |
| Flora Kain           | Markt 6 ·                           | Stolperstein für Flora Kain           | Hier wohnte Flora Kain geb. Stern Jg. 1894 deportiert 1942 ermordet in Minsk                            | 15. Dez. 2006 | |
| Helene Herta Kain    | Markt 6 ·                           | Stolperstein für Helene Herta Kain    | Hier wohnte Helene Herta Kain Jg. 1931 deportiert 1942 Minsk ermordet                                   | 09.11.2008    | |
| Julius Alexander     | Melchiorstraße 4 ·                  | Stolperstein für Julius Alexander     | Hier wohnte Julius Alexander Jg. 1885 deportiert 1941 KZ Dachau ???                                     | 15. Dez. 2006 | Er heiratete 1920 Selma Cahn Lernte in Wiesbaden das Handwerken Übernahm danach die Familien Metzgerei und hatte dazu noch einen kleinen Laden mit Kühlhaus War außerdem Soldat im Ersten Weltkrieg Hatte zwei Kinder mit Selma Alexander, Alfred und Ruth Betty Alexander |
| Selma Alexander      | Melchiorstraße 4 ·                  | Stolperstein für Selma Alexander      | Hier wohnte Selma Alexander geb. Cahn Jg. 1896 deportiert 1941 KZ Dachau ???                            | 15. Dez. 2006 | Sie heiratete 1920 Julius Alexander Stammte aus einer alten Lechenicher Familie Hatte vier Geschwister Hatte mit Julius Alexander zwei Kinder, Alfred und Ruth Betty Alexander |
| Ruth Betty Alexander | Melchiorstraße 4 ·                  | Stolperstein für Ruth Betty Alexander | Hier wohnte Ruth Betty Alexander Jg. 1925 deportiert 1942 Minsk ermordet                                | 09. Nov. 2008 | Besuchte eine katholische Volksschule War ein schlaues und freches Mädchen |
| Ernst Baum           | Raiffeisenstraße 12 ·               | Stolperstein für Ernst Baum           | Hier wohnte Ernst Baum Jg. 1895 deportiert 1941 Łodz ermordet 13.8.1942                                 | 15. Dez. 2006 | |
| Selma Baum           | Raiffeisenstraße 12 ·               | Stolperstein für Selma Baum           | Hier wohnte Selma Baum geb. Salomon Jg. 1897 deportiert 1941 Łodz ermordet 2.4.1943                     | 15. Dez. 2006 | |
| Edith Baum           | Raiffeisenstraße 12 ·               | Stolperstein für Edith Baum           | Hier wohnte Edith Baum Jg. 1922 deportiert 1941 Łodz ermordet                                           | 15. Dez. 2006 | |
| Sally Schwarz        | Schloßstraße 4 ·                    | Stolperstein für Sally Schwarz        | Hier wohnte Sally Schwarz Jg. 1904 deportiert 1942 tot in Theresienstadt                                | 15. Dez. 2006 | |
| Hildegard Schwarz    | Schloßstraße 4 ·                    | Stolperstein für Hildegard Schwarz    | Hier wohnte Hildegard Schwarz geb. Ulmer Jg. 1919 deportiert 1942 tot in Theresienstadt                 | 15. Dez. 2006 | |
| Reha Schwarz         | Schloßstraße 4 ·                    | Stolperstein für Reha Schwarz         | Hier wohnte Reha Schwarz Jg. 1941 deportiert 1942 tot in Theresienstadt                                 | 15. Dez. 2006 | |
| Elisabeth Simon      | Zehntstraße Ecke Raiffeisenstraße · | Stolperstein für Elisabeth Simon      | Hier wohnte Elisabeth Simon Jg. 1862 deportiert Theresienstadt tot 11.1.1943                            | 15. Dez. 2006 | |

## Liblar
| Name                       | Adresse                  | Bild                                  | Inschrift                                                                                              | Verlegedatum  | Biografie und Anmerkungen |
| -------------------------- | ------------------------ | ------------------------------------- | --- | ------------- | ------------------------- |
| Moses Cahn                 | Carl-Schurz-Straße 76 ·  | Stolperstein für Moses Cahn           | Hier wohnte Moses Cahn Jg. 1877 deportiert 1942 Theresienstadt ermordet 1944 in Auschwitz              | 29. Aug. 2009 |                           |
| Sybille Cahn               | Carl-Schurz-Straße 76 ·  | Stolperstein für Sybille Cahn         | Hier wohnte Sybille Cahn geb. Stock Jg. 1880 deportiert 1942 Theresienstadt ermordet 1944 in Auschwitz | 29. Aug. 2009 |                           |
| Frieda Levy                | Carl-Schurz-Straße 76 ·  | Stolperstein für Frieda Levy          | Hier wohnte Frieda Levy geb. Cahn Jg. 1916 deportiert 1941 Łodz ermordet                               | 29. Aug. 2009 |                           |
| Moritz Billig              | Carl-Schurz-Straße 121 · | Stolperstein für Moritz Billig        | Hier wohnte Moritz Billig Jg. 1885 deportiert 1941 Riga ermordet Juni 1944                             | 29. Aug. 2009 |                           |
| Rosa Billig                | Carl-Schurz-Straße 121 · | Stolperstein für Rosa Billig          | Hier wohnte Rosa Billig geb. Marx Jg. 1892 deportiert 1941 Riga ermordet Juli 1944                     | 29. Aug. 2009 |                           |
| Oskar Billig               | Carl-Schurz-Straße 121 · | Stolperstein für Oskar Billig         | Hier wohnte Oskar Billig Jg. 1924 deportiert 1941 Riga tot 31.3.1945 KZ Ramsdorf                       | 29. Aug. 2009 |                           |
| Rosa Salomon               | Carl-Schurz-Straße 121 · | Stolperstein für Rosa Salomon         | Hier wohnte Rosa Salomon geb. Kain Jg. 1887 deportiert 1941 Riga ermordet                              | 29. Aug. 2009 |                           |
| Johanna Aronsheim          | Carl-Schurz-Straße 121 · | Stolperstein für Johanna Aronsheim    | Hier wohnte Johanna Aronsheim geb. Kain Jg. 1890 deportiert 1942 Minsk ermordet                        | 29. Aug. 2009 |                           |
| Christina 'Tina'Gottschalk | Carl-Schurz-Straße 128 · | Stolperstein für Christina Gottschalk | Hier wohnte Christina 'Tina' Gottschalk geb. Levy Jg. 1887 deportiert 1941 Łodz ermordet               | 29. Aug. 2009 |                           |
| Johanna Levy               | Carl-Schurz-Straße 128 · | Stolperstein für Johanna Levy         | Hier wohnte Johanna Levy Jg. 1889 deportiert 1941 Łodz ermordet                                        | 29. Aug. 2009 |                           |

## Gymnich
| Name                  | Adresse                   | Bild                                            | Inschrift | Verlegedatum  | Biografie und Anmerkungen |
| --------------------- | ------------------------- | ----------------------------------------------- | --- | ------------- | --- |
| Hermann Kaufmann      | Schützenstraße 14 ·       | Stolperstein für Hermann Kaufmann               | Hier wohnte Hermann Kaufmann Jg. 1884 deportiert 1942 Minsk Maly Trostinec ermordet                                                      | 6. Dez. 2024  | Hermann Kaufmann wurde am 21. April 1884 in Bad Honnef geboren. Über sein Leben ist bis 1929 nichts bekannt. Erst am 4. November 1929 findet sich im Meldebuch des Bürgermeisteramtes Gymnich eine Eintragung, wonach sich Hermann Kaufmann von Köln, Am Prützenberg 28, nach Gymnich, Schützenstraße 14, umgemeldet hat. Seiner Schwester Emma Zieger und seinem Schwager Jakob Zieger, der bis 1933 eine Druckerei auf der Brüggener Str. 5 betrieben hatte, gewährte er kostenlos Zuflucht, als dieser die Druckerei nach der Machtergreifung der Nationalsozialisten aufgeben musste. Im ersten Obergeschoss des Hauses befand sich ein Gebetsraum, die Synagoge der jüdischen Glaubensgemeinschaft Gymnich, der von Jakob Zieger sauber gehalten und gepflegt wurde. Am 24. November 1941 heiratete Hermann Kaufmann in Gymnich die aus Kerpen stammende Paula Voos. Am 18. Juli 1942 wurden beide von dort aus nach Minsk/Polen deportiert und später in Maly Trostinec ermordet. |
| Paula Kaufmann        | Schützenstraße 14 ·       | Stolperstein für Paula Kaufmann geb. Voos       | Hier wohnte Paula Kaufmann geb. Voos Jg. 1892 deportiert 1942 Minsk Maly Trostinec ermordet                                              | 6. Dez. 2024  | Paula Kaufmann geb. Voos wurde am 7. Oktober 1892 in Kerpen geboren. Über ihr Leben vor 1941 ist nichts bekannt. Am 24. November 1941 heiratete sie in Gymnich Hermann Kaufmann. Am Tag der Eheschließung war sie bereits 49 Jahre alt. Paula und Hermann wohnten in Gymnich, Schützenstr. 14, wo sich im ersten Obergeschoss die Synagoge (Gebetsraum) befand. Am 18. Juli 1942 wurden beide von dort aus nach Minsk/Polen deportiert und später in Maly Trostinec ermordet. |
| Jacob Zieger          | Schützenstraße 14 ·       | Stolperstein für Jacob Zieger                   | Hier wohnte Jacob Zieger Jg. 1876 deportiert 1942 Theresienstadt Treblinka ermordet September 1942                                       | 6. Dez. 2024  | Jakob Zieger und Ehefrau Emma geb. Kaufmann heirateten am 22. Juli 1910 in Bad Honnef und zogen nach Gymnich. 1910 wurde Jakob in den Greven-Adressbüchern als Händler, 1924 bis 1936 als Buchdrucker geführt. Aus dem Besitz eines Telefonanschlusses 1929 ist zu schließen, dass der Betrieb erfolgreich war. 1928/1929 verkaufte Jacob das Haus auf der Brüggener Str. 5 und zog in die Schützenstr. 14, wo er als Hausmeister des Synagogenraumes arbeitete und im Gegenzug kostenfrei wohnte. Am 15. Juni 1942 wurde er nach Theresienstadt und Treblinka deportiert und am 19. September 1942 ermordet. |
| Emma Zieger           | Schützenstraße 14 ·       | Stolperstein für Emma Zieger geb. Kaufmann      | Hier wohnte Emma Zieger geb. Kaufmann Jg. 1881 deportiert 1942 Theresienstadt Treblinka ermordet September 1942                          | 6. Dez. 2024  | Emma Zieger geb. Kaufmann und Jakob heirateten am 22. Juli 1910 in Bad Honnef und zogen nach Gymnich. Am 15. Juni 1942 wurde sie nach Theresienstadt und Treblinka deportiert und am 19. September 1942 ermordet. |
| Sara "Sabina" Stock   | Schützenstraße 2 ·        | Stolperstein für Sara "Sabina" Stock            | Hier wohnte Sara "Sabina" Stock Jg. 1864 deportiert 1942 Theresienstadt ermordet 15.6.1943                                               | 6. Dez. 2024  | Sara "Sabina" Stock wurde als älteste von 10 Kindern der Eheleute Abraham Stock und Sophia geb. Rosenzweig in Gymnich geboren. Der Vater betrieb schon vor 1893 auf der Schützenstr. 2 in Gymnich eine Manufakturwarenhandlung und eine Metzgerei. Über Sabinas Leben ist nichts dokumentiert, außer dass sie ledig war und keinen Beruf ausübte. Sie wurde am 15. Juni 1942 im Alter von 78 Jahren mit ihren Geschwistern Moses, Louis, Albert und Carolina nach Theresienstadt deportiert und am 15. Juni 1943 ermordet. |
| Moses Stock           | Schützenstraße 2 ·        | Stolperstein für Moses Stock                    | Hier wohnte Moses Stock Jg. 1865 deportiert 1942 Theresienstadt ermordet 1.9.1942                                                        | 6. Dez. 2024  | Moses Stock wurde als zweites von 10 Kindern der Eheleute Abraham Stock und Sophia geb. Rosenzweig in Gymnich geboren. Der Vater betrieb schon vor 1893 auf der Schützenstr. 2 in Gymnich eine Manufakturwarenhandlung und eine Metzgerei. Über Moses’ Leben ist nichts dokumentiert, außer dass er ledig und stumm war und keinen Beruf ausübte. Zeitzeugen wussten zu berichten, dass er oft auf einem Sessel vor dem Haus saß. Am 15. Juni 1942 wurde er zusammen mit seinen Geschwistern Sabina, Louis, Albert und Carolina nach Theresienstadt deportiert, wo er am 1. September 1942 ermordet wurde. |
| Lazarus "Louis" Stock | Schützenstraße 2 ·        | Stolperstein für Lazarus "Louis" Stock          | Hier wohnte Lazarus "Louis" Stock Jg. 1869 deportiert 1942 Theresienstadt ermordet 8.7.1944                                              | 6. Dez. 2024  | Lazarus Stock, genannt Louis, wurde als viertes von 10 Kindern der Eheleute Abraham Stock und Sophia geb. Rosenzweig in Gymnich geboren. Der Vater betrieb schon vor 1893 auf der Schützenstr. 2 in Gymnich eine Manufakturwarenhandlung und eine Metzgerei. Louis übernahm zwischen 1902 und 1908 das Geschäft des Vaters und auch dessen Posten als Vorsteher der jüdischen Gemeinde Gymnich. Er blieb ledig. Am 15. Juni 1942 wurde er mit seinen Geschwistern Sabina, Moses, Albert und Karolina nach Theresienstadt deportiert, wo er am 8. Juli 1944 ermordet wurde. |
| Albert Stock          | Schützenstraße 2 ·        | Stolperstein für Albert Stock                   | Hier wohnte Albert Stock Jg. 1877 Schutzhaft 1939 KZ Dachau deportiert 1942 Theresienstadt 1944 Auschwitz ermordet                       | 6. Dez. 2024  | Albert Stock diente als Feldwebel im 1. Weltkrieg. Er war nach Bonn gezogen, wo er erfolgreich einen Getreidegroßhandel betrieb. Diesen hatte er 1938 aufgeben müssen. Vom 15. – 19. November verbrachte er 5 Tage in Haft im KZ Dachau. Am 28. Februar 1939 kehrte er zu seinen Geschwistern nach Gymnich zurück. Er hatte sich entschieden, nicht auszuwandern, sondern bei seiner Familie zu bleiben. Die 5 Geschwister Sabina, Moses, Louis, Albert und Carolina wurden am 15. Juni 1942 nach Theresienstadt deportiert. Am 15. Mai 1944 wurden Albert und Carolina weiter ins Vernichtungslager Auschwitz-Birkenau deportiert und dort ermordet. |
| Carolina Stock        | Schützenstraße 2 ·        | Stolperstein für Carolina Stock                 | Hier wohnte Carolina Stock Jg. 1881 deportiert 1942 Theresienstadt 1944 Auschwitz ermordet                                               | 6. Dez. 2024  | Carolina Stock wurde als neuntes von 10 Kindern der Eheleute Abraham Stock und Sophia geb. Rosenzweig in Gymnich geboren. Der Vater betrieb schon vor 1893 auf der Schützenstr. 2 in Gymnich eine Manufakturwarenhandlung und eine Metzgerei. Über "Linas" Leben ist nicht viel dokumentiert, außer dass sie ledig war, keinen Beruf ausübte und den frühen Tod ihres sprachbehinderten Bruders Eduard am 1. Juni 1931 dem Standesamt anzeigte. Sie wurde am 15. Juni 1942 im Alter von 78 Jahren mit ihren Geschwistern Moses, Louis, Albert und Carolina nach Theresienstadt deportiert. Zusammen mit ihrem Bruder Albert wurde sie von dort aus am 15. Mai 1944 weiter ins Konzentrations- und Vernichtungslager Auschwitz-Birkenau deportiert und ermordet. |
| Amalia Levy           | Schützenstraße 2 ·        | Stolperstein für Amalia Levy geb. Stock         | Hier wohnte Amalia Levy geb. Stock Jg. 1884 deportiert 1942 Transit-Ghetto Izbica ermordet                                               | 6. Dez. 2024  | Amalia Levy geb. Stock wurde im September 1884 in Gymnich als jüngstes von 10 Kindern der Eheleute Abraham und Sophia Stock geboren. Sie heiratete Eduard Levy aus Ratingen. Eduard wurde wegen sog. "Rassenschande" zu 2 Jahren und 6 Monaten Haft verurteilt, die er ab dem 4. August 1937 in Wuppertal, Düsseldorf und ab dem 3. Dezember 1938 in Buchenwald verbüßte. Am 20. Juni 1939 wurde er aus dem KZ Buchenwald entlassen. Nach seiner Entlassung soll Amalia vor ihm zu ihrem Elternhaus geflohen sein, wo sie bis zu ihrer Deportation 1942 nach Lublin/Polen wohnte. |
| Siegfried Daniel      | Neustraße 8 ·             | Stolperstein für Siegfried Daniel               | Hier wohnte Siegfried Daniel Jg. 1881 deportiert 1941 Łodz/Litzmannstadt ermordet                                                        | 6. Dez. 2024  | Familie Daniel zog etwa 1913 nach Gymnich und mietete das Haus Neustr. 6, heute Nr. 8, wo sie eine Metzgerei betrieben. 1929 wurden Haus und Nebengebäude neu errichtet. Das Haus wurde in der Pogromnacht vermutlich verschont, weil Siegfried Kriegsversehrter des 1. Weltkrieges war. Nach dem Pogrom, 1939, war Siegfried ohne Gewerbe. Er verkaufte sein Haus an seinen Landwirtschaftsgehilfen und wurde mit Frau Mathilde und Sohn Walter nach Köln, Brüsseler Str. 7, in ein Ghettohaus einquartiert. Am 30. Oktober 1941 wurde die Familie - außer Tochter Martha, genannt Meta - nach Łodz/Litzmannstadt deportiert. Dort wohnten sie zunächst in der Kelmstr. 2, anschließend in der Gänsenstr. 3a, Apartment Nr. 1. Siegfrieds genaues Schicksal ist nicht dokumentiert. Während Mathilde in der Belegungsliste des Ghettos bereits gestrichen und mit dem Todesdatum versehen ist, gibt es zu Siegfried keine Eintragsänderung. Er wurde vor dem 4. Oktober 1946 ermordet. |
| Walter Daniel         | Neustraße 8 ·             | Stolperstein für Walter Daniel                  | Hier wohnte Walter Daniel Jg. 1913 deportiert 1941 Łodz/Litzmannstadt 1941 Zwangsarbeit Posen-Remow KZ Mittelbau-Dora ermordet 11.2.1945 | 6. Dez. 2024  | Familie Daniel zog etwa 1913 nach Gymnich und bewohnte das Haus Neustr. 6, heute Nr. 8, wo sie eine Metzgerei betrieben. Sohn Walter war ebenfalls Metzger. In der Pogromnacht blieb das Haus verschont, vermutlich weil Vater Siegfried ein Kriegsversehrter des 1. Weltkrieges war. Danach wurde die Familie nach Köln, Brüsseler Str. 7, in ein Ghettohaus umgesiedelt. Am 30. Oktober 1941 wurde die Familie - außer Tochter Meta - nach Łodz deportiert. Walter wurde im Ghetto Litzmannstadt als Metzger eingesetzt. Ab dem 7. November 1941 wurde er außerhalb des Ghettos im Zwangsarbeitslager Posen-Remow (Remu) sowie im KZ Mittelbau-Dora in der unterirdischen Rüstungsproduktion eingesetzt. |
| Mathilde Daniel       | Neustraße 8 ·             | Stolperstein für Mathilde Daniel geb. Grünebaum | Hier wohnte Mathilde Daniel geb. Grünebaum Jg. 1876 deportiert 1941 Łodz/Litzmannstadt ermordet 3.8.1944                                 | 6. Dez. 2024  | Familie Daniel zog etwa 1913 nach Gymnich und bewohnte das Haus Neustr. 6, heute Nr. 8, wo sie eine Metzgerei betrieben. Mathilde Daniel war Hausfrau. Nach dem Pogrom, 1939, war Vater Siegfried ohne Gewerbe. Er verkaufte sein Haus, und die Familie - außer Tochter Meta - wurde in Köln, Brüsseler Str. 7, in ein Ghettohaus einquartiert. Am 30. Oktober 1941 wurde die Familie - außer Tochter Martha, genannt Meta - nach Łodz deportiert. Dort wohnten sie zunächst in der Kelmstr. 2, anschließend in der Gänsenstr. 3a, Appartement 1. Sie wurde am 3. August 1944 ermordet. |
| Jacob Voos            | Am Büschel 8a ·           | Stolperstein für Jacob Voos                     | Hier wohnte Jacob Voos Jg. 1899 Schutzhaft 1938 KZ Dachau deportiert 1942 Mink Maly Trostinec ermordet                                   | 11. Dez. 2024 | Jakob Voos war ein armer jüdischer Händler. Er soll ein kleiner Mann mit rundem Bauch gewesen sein. Er hatte ein winziges Häuschen "Am Vogelsang 8", wie diese Adresse damals hieß, und betrieb eine Ziegenmetzgerei. Jakob war vom 7. Dezember 1938 bis zum 6. April 1939 im KZ Dachau inhaftiert. Nachdem der Bevölkerung durch die Nationalsozialisten in der Zeit um 1939/40 erboten wurde, bei Juden einzukaufen und Geschäfte mit ihnen zu machen, wurde ihm durch das wegfallende Einkommen die Existenzgrundlage entzogen und so zog er mit Frau und drei kleinen Kindern ins Erdgeschoss des Synagogenhauses in der Schützenstr. 14. Familie Voos wurde am 20. Juli 1942 von Gymnich nach Minsk deportiert. Die Ankunft am Güterbahnhof in Minsk am 24. Juli 1942 ist dokumentiert. Anschließend wurden sie weiter zur Vernichtungsstätte Maly Trostinec gebracht, wo sie ermordet wurden. |
| Berta Voos            | Am Büschel 8a ·           | Stolperstein für Berta Voos geb. Winter         | Hier wohnte Berta Voos geb. Winter Jg. 1894 deportiert 1942 Minsk Maly Trostinec ermordet                                                | 11. Dez. 2024 | Am 17. Februar 1936 heiratete Berta Winter Jakob Voos. 4 Monate später wurde ihr Sohn Erich geboren. Ende 1937 folgte die Tochter Ruth Regina und Anfang 1939 der kleine Albert, "Berl" genannt. Jakob betrieb eine Ziegenmetzgerei. Nachdem der Bevölkerung durch die Nationalsozialisten in der Zeit um 1939/40 verboten wurde, bei Juden einzukaufen und Geschäfte mit ihnen zu machen, wurde der Familie durch das wegfallende Einkommen die Existenzgrundlage entzogen und so zogen sie mit ihren drei kleinen Kindern ins Erdgeschoss des Synagogenhauses in der Schützenstr. 14. Familie Voos wurde am 20. Juli 1942 von Gymnich nach Minsk deportiert. Die Ankunft am Güterbahnhof in Minsk am 24. Juli 1942 ist dokumentiert. Anschließend wurden sie weiter zur Vernichtungsstätte Maly Trostinec gebracht, wo sie ermordet wurden. |
| Erich Voos            | Am Büschel 8a ·           | Stolperstein für Erich Voos                     | Hier wohnte Erich Voos Jg. 1936 deportiert 1942 Minsk Maly Trostinec ermordet                                                            | 11. Dez. 2024 | Erich Voos wurde im Sommer 1936 als erstes Kind von Jakob Voos und Berta geb. Winter geboren. Ende 1937 folgte die Schwester Ruth Regina und Anfang 1939 der kleine Albert, "Berl" genannt. Vater Jakob betrieb eine Ziegenmetzgerei. Nachdem der Bevölkerung durch die Nationalsozialisten in der Zeit um 1939/40 verboten wurde, bei Juden einzukaufen und Geschäfte mit ihnen zu machen, wurde der Familie durch das wegfallende Einkommen die Existenzgrundlage entzogen und so zogen sie mit ihren drei kleinen Kindern ins Erdgeschoß des Synagogenhauses in der Schützenstr. 14. Familie Voos wurde am 20. Juli 1942 von Gymnich nach Minsk deportiert. Die Ankunft am Güterbahnhof in Minsk am 24. Juli 1942 ist dokumentiert. Anschließend wurden sie weiter zur Vernichtungsstätte Maly Trostinec gebracht, wo sie ermordet wurden. |
| Ruth Regina Voos      | Am Büschel 8a ·           | Stolperstein für Ruth Regina Voos               | Hier wohnte Ruth Regina Voos Jg. 1937 deportiert 1942 Minsk Maly Trostinec ermordet                                                      | 11. Dez. 2024 | Ruth Regina Voos wurde Ende 1937 als zweites Kind von Jakob Voos und Berta geb. Winter geboren. Neben ihrem Bruder Erich bekam sie Anfang 1939 einen weiteren Bruder, den kleinen Albert, genannt "Berl". Vater Jakob betrieb eine Ziegenmetzgerei. Nachdem der Bevölkerung durch die Nationalsozialisten in der Zeit um 1939/40 verboten wurde, bei Juden einzukaufen und Geschäfte mit ihnen zu machen, wurde der Familie durch das wegfallende Einkommen die Existenzgrundlage entzogen und so zogen sie mit ihren drei kleinen Kindern ins Erdgeschoß des Synagogenhauses in der Schützenstr. 14. Familie Voos wurde am 20. Juli 1942 von Gymnich nach Minsk deportiert. Die Ankunft am Güterbahnhof in Minsk am 24. Juli 1942 ist dokumentiert. Anschließend wurden sie weiter zur Vernichtungsstätte Maly Trostinec gebracht, wo sie ermordet wurden. |
| Albert "Berl" Voos    | Am Büschel 8a ·           | Stolperstein für Albert "Berl" Voos             | Hier wohnte Albert "Berl" Voos Jg. 1939 deportiert 1942 Minsk Maly Trostinec ermordet                                                    | 11. Dez. 2024 | Albert (Bert) Voos, genannt "Berl", wurde im Januar 1939 als drittes Kind von Jakob Voos und Berta geb. Winter geboren. Seine Geschwister hießen Erich (* 1936) und Ruth Regina (* 1937). Vater Jakob betrieb eine Ziegenmetzgerei. Nachdem der Bevölkerung durch die Nationalsozialisten in der Zeit um 1939/40 verboten wurde, bei Juden einzukaufen und Geschäfte mit ihnen zu machen, wurde der Familie durch das wegfallende Einkommen die Existenzgrundlage entzogen und so zogen sie mit ihren drei kleinen Kindern ins Erdgeschoß des Synagogenhauses in der Schützenstr. 14. Familie Voos wurde am 20. Juli 1942 von Gymnich nach Minsk deportiert. Die Ankunft am Güterbahnhof in Minsk am 24. Juli 1942 ist dokumentiert. Anschließend wurden sie weiter zur Vernichtungsstätte Maly Trostinec gebracht, wo sie ermordet wurden. |
| Hermann Schwartz      | Dirmerzheimer Straße 11 · | Stolperstein für Hermann Schwartz               | Hier wohnte Hermann Schwartz Jg. 1881 deportiert 1942 Richtung Osten ermordet                                                            | 11. Dez. 2024 | Hermann Schwartz, geboren am 3. November 1881 in Kall-Heistert als Sohn von Josef Schwartz und Johanna Krämer, wohnte in Gymnich, Dirmerzheimer Str. 7. Seine ledigen Tanten Helene und Karolina Krämer zogen Hermann Schwartz in Gymnich groß, da seine Mutter Johanna im Wochenbett verstarb. Helene betrieb auf der Dirmerzheimer Str. 10 eine Manufakturwarenhandlung und sein Onkel Moses Krämer eine Häutehandlung, in der Hermann mitarbeitete. Etwa im Jahre 1916 übernahm er die Häutehandlung. Hermann bewohnte mit seiner Familie das Haus gegenüber, Dirmerzheimer Str. 7 (heute Nr. 11). Seine Frau betrieb ein Schuhgeschäft. In der Pogromnacht wurden seine 3 Söhne Albert, Erich und Walter nach Dachau verschleppt, kehrten aber Anfang Dezember 1938 zurück, da der Vater für sie Ausreisegenehmigungen erreicht hatte. Als ihre Tante Karolina kurz darauf mit 73 Jahren verstarb, mussten die Brüder den Sarg der Tante durch das gesamte Dorf bis hin zum Friedhof selbst tragen und das Grab ausheben, da Juden jegliche Hilfe und Unterstützung verweigert wurde. Alle 5 Kinder konnten nach Israel, England und in die USA auswandern und entkamen so dem Holocaust. Hermann und seine Ehefrau Regina wurden am 18. Juli 1942 nach Polen deportiert. |
| Regina Schwartz       | Dirmerzheimer Straße 11 · | Stolperstein für Regina Schwartz geb. Berger    | Hier wohnte Regina Schwartz geb. Berger Jg. 1883 deportiert 1942 Richtung Osten ermordet                                                 | 11. Dez. 2024 | Regina Schwartz geb. Berger bewohnte mit Ehemann Hermann und den 5 Kindern Albert, Brunhilde, Erich, Johanna und Walter das Haus Dirmerzheimer Str. 11 (damals Nr. 7). Sie betrieb ein Schuhgeschäft. Moses Krämer führte dort einen Häutehandel und seine Schwestern Helene, die Hermann großzog, und Karolina einen Manufakturwarenhandel. In der Pogromnacht wurden ihre 3 Söhne Albert, Erich und Walter nach Dachau verschleppt, kehrten aber Anfang Dezember 1938 zurück, da der Vater für sie Ausreisegenehmigungen erreicht hatte. Als ihre Tante Karolina kurz darauf mit 73 Jahren verstarb, mussten die Brüder den Sarg der Tante durch das gesamte Dorf bis hin zum Friedhof selbst tragen und das Grab ausheben, da Juden jegliche Hilfe und Unterstützung verweigert wurde. Die 5 Kinder konnten allesamt nach Israel, England und den USA auswandern und entkamen so dem Holocaust. Hermann und Regina wurden am 18. Juli 1942 nach Polen deportiert. |

## Friesheim
| Name                   | Adresse                      | Bild                                             | Inschrift | Verlegedatum  | Biografie und Anmerkungen |
| ---------------------- | ---------------------------- | ------------------------------------------------ | --- | ------------- | ------------------------- |
| Lena Weisbecker        | Bruder-Edelfried-Straße 11 · | Stolperstein für Lena Weisbecker geb. Stühler    | Hier wohnte Lena Weisbecker geb. Stühler Jg. 1865 deportiert 1942 Theresienstadt ermordet 21.3.1944                         | 6. Dez. 2024  |                           |
| Salomon Franken        | Bruder-Edelfried-Straße 11 · | Stolperstein für Salomon Franken                 | Hier wohnte Salomon Franken Jg. 1890 deportiert 1942 Theresienstadt 1944 Auschwitz ermordet                                 | 6. Dez. 2024  |                           |
| Jakob Franken          | Bruder-Edelfried-Straße 11 · | Stolperstein für Jakob Franken                   | Hier wohnte Jakob Franken Jg. 1938 deportiert 1942 Theresienstadt 1944 Auschwitz ermordet                                   | 6. Dez. 2024  |                           |
| Elsa Franken           | Bruder-Edelfried-Straße 11 · | Stolperstein für Elsa Franken geb. Weisbecker    | Hier wohnte Elsa Franken geb. Weisbecker Jg. 1898 deportiert 1942 Theresienstadt 1944 Auschwitz ermordet                    | 6. Dez. 2024  |                           |
| Jakob Rosenthal        | Bruder-Edelfried-Straße 19 · | Stolperstein für Jakob Rosenthal                 | Hier wohnte Jakob Rosenthal Jg. 1887 interniert 1942 Lager Endenich deportiert 1942 Richtung Osten ermordet                 | 6. Dez. 2024  |                           |
| Regina Rosenthal       | Bruder-Edelfried-Straße 19 · | Stolperstein für Regina Rosenthal                | Hier wohnte Regina Rosenthal Jg. 1925 interniert 1942 Lager Endenich deportiert 1942 Richtung Osten ermordet                | 6. Dez. 2024  |                           |
| Jeanetta Rosenthal     | Bruder-Edelfried-Straße 19 · | Stolperstein für Jeanetta Rosenthal geb. Franken | Hier wohnte Jeanetta Rosenthal geb. Franken Jg. 1887 interniert 1942 Lager Endenich deportiert 1942 Richtung Osten ermordet | 6. Dez. 2024  |                           |
| Markus Heumann         | Weilerswister Straße 11 ·    | Stolperstein für Markus Heumann                  | Hier wohnte Markus Heumann Jg. 1884 deportiert 1942 Theresienstadt 1942 Treblinka ermordet                                  | 6. Dez. 2024  |                           |
| Jonas Heumann          | Weilerswister Straße 11 ·    | Stolperstein für Jonas Heumann                   | Hier wohnte Jonas Heumann Jg. 1868 deportiert 1942 Theresienstadt 1942 Treblinka ermordet                                   | 6. Dez. 2024  |                           |
| Johanna Heumann        | Weilerswister Straße 11 ·    | Stolperstein für Johanna Heumann geb. Rosenberg  | Hier wohnte Johanna Heumann geb. Rosenberg Jg. 1874 deportiert 1942 Theresienstadt 1942 Treblinka ermordet                  | 6. Dez. 2024  |                           |
| Simon Heumann          | Weilerswister Straße 11 ·    | Stolperstein für Simon Heumann                   | Hier wohnte Simon Heumann Jg. 1904 deportiert 1942 Minsk Maly Trostinec ermordet                                            | 6. Dez. 2024  |                           |
| Joseph Heumann         | Weilerswister Straße 11 ·    | Stolperstein für Joseph Heumann                  | Hier wohnte Joseph Heumann Jg. 1936 deportiert 1942 Minsk Maly Trostinec ermordet                                           | 6. Dez. 2024  |                           |
| Johanna Heumann        | Weilerswister Straße 11 ·    | Stolperstein für Johanna Heumann geb. Van Cleeff | Hier wohnte Johanna Heumann geb. Van Cleeff Jg. 1907 deportiert 1942 Minsk Maly Trostinec ermordet                          | 6. Dez. 2024  |                           |
| Norbert Schwarz        | Talstraße 24 ·               | Stolperstein für Norbert Schwarz                 | Hier wohnte Norbert Schwarz Jg. 1893 interniert 1942 Lager Endenich deportiert 1942 Minsk Maly Trostinec ermordet           | 11. Dez. 2024 |                           |
| Eva Schwarz            | Talstraße 24 ·               | Stolperstein für Eva Schwarz geb. Franken        | Hier wohnte Eva Schwarz geb. Franken Jg. 1897 interniert 1942 Lager Endenich deportiert 1942 Minsk Maly Trostinec ermordet  | 11. Dez. 2024 |                           |
| Jacob Schwarz          | Talstraße 24 ·               | Stolperstein für Jacob Schwarz                   | Hier wohnte Jacob Schwarz Jg. 1927 interniert 1942 Lager Endenich deportiert 1942 Minsk Maly Trostinec ermordet             | 11. Dez. 2024 |                           |
| Hilde Jeanette Schwarz | Talstraße 24 ·               | Stolperstein für Hilde Jeanette Schwarz          | Hier wohnte Hilde Jeanette Schwarz Jg. 1928 interniert 1942 Lager Endenich deportiert 1942 Minsk Maly Trostinec ermordet    | 11. Dez. 2024 |                           |
| Regina Franken         | Graf-Emundus-Straße 50 ·     | Stolperstein für Regina Franken                  | Hier wohnte Regina Franken Jg. 1885 deportiert 1942 Richtung Osten ermordet                                                 | 11. Dez. 2024 |                           |

## Erp
| Name                 | Adresse                | Bild                                          | Inschrift | Verlegedatum | Biografie und Anmerkungen |
| -------------------- | ---------------------- | --------------------------------------------- | --- | ------------ | ------------------------- |
| Benedict Schwarz     | Abt-Horchem-Straße 3 · | Stolperstein für Benedict Schwarz             | Hier wohnte Benedict Schwarz Jg. 1857 Zwangsweise verzogen 1941 Mönchengladbach Deportiert 1942 Theresienstadt 1942 Treblinka Ermordet               | 6. Dez. 2024 |                           |
| Hermann Schwarz      | Abt-Horchem-Straße 3 · | Stolperstein für Hermann Schwarz              | Hier wohnte Hermann Schwarz Jg. 1886 Deportiert 1942 Minsk Maly Trostinec Ermordet                                                                   | 6. Dez. 2024 |                           |
| Johanna Schwarz      | Abt-Horchem-Straße 3 · | Stolperstein für Johanna Schwarz geb. Heumann | Hier wohnte Johanna Schwarz Geb. Heumann Jg. 1895 Deportiert 1942 Minsk Maly Trostinec Ermordet                                                      | 6. Dez. 2024 |                           |
| Adolf Schwarz        | Abt-Horchem-Straße 3 · | Stolperstein für Adolf Schwarz                | Hier wohnte Adolf Schwarz Jg. 1921 Deportiert 1942 Minsk Maly Trostinec Ermordet                                                                     | 6. Dez. 2024 |                           |
| Edith Schwarz        | Abt-Horchem-Straße 3 · | Stolperstein für Edith Schwarz                | Hier wohnte Edith Schwarz Jg. 1924 Interniert Köln-Müngersdorf Deportiert 1942 Minsk Maly Trostinec Ermordet                                         | 6. Dez. 2024 |                           |
| Irene Sophia Schwarz | Abt-Horchem-Straße 3 · | Stolperstein für Irene Sophia Schwarz         | Hier wohnte Irene Sophia Schwarz Jg. 1930 Flucht mit Hilfe 1939 Holland Interniert Westerbork Deportiert 1944 Theresienstadt 1944 Auschwitz Ermordet | 6. Dez. 2024 |                           |